# Rebecca Solomon
Rebecca Solomon (Londres, 26 de septiembre de 1832 - ibídem, 20 de noviembre de 1886) fue una dibujante, ilustradora, grabadora y pintora inglesa prerrafaelista del siglo XIX interesada en la injusticia social. Fue la segunda de tres hijos que se convirtieron en artistas, en una acomodada familia judía.

## Trayectoria
Solomon fue una entre los ocho hijos de una familia de comerciantes judíos con inquietudes artísticas en Bishopsgate, en el este de Londres. Su madre fue Catherine (Kate) Levy y su padre, Michael (Meyer) Solomon, el primer judío en recibir el reconocimiento: Freedom of the City of London. Solomon fue una artista menos conocida que sus hermanos pintores: Simeon Solomon (1840–1905) y Abraham Solomon (1824–1862). Sus otro cinco hermanos fueron: Aaron, Betsy, Isaac, Ellen y Sylvester. 
Solomon aprendió pintura de su hermano mayor, Abraham y trabajó en su estudio como aprendiz y copista. También tomó clases en la Escuela de Diseño de Spitalfields. Solomon exhibió su obra en la Royal Academy of Arts entre 1852 y 1868, y también en la Dudley Gallery y la Gambart's French Gallery. 
Solomon trabajó en el estudio de John Everett Millais, uno de los fundadores de la Hermandad Prerrafaelista, y el ejemplo más conocido de su trabajo es una versión del Cristo en casa de sus padres de Millais. También trabajó con el artista prerrafaelista de la segunda ola, Edward Burne-Jones. Como artista por derecho propio, pintó obras que a menudo reflejan las diferencias de género y clase social. Solomon le enseñó a su hermano menor, Simeon, mucho de lo que aprendió como ayudante de Millais.
Solomon también participó activamente en los movimientos contemporáneos de reforma social y en 1859 se unió a un grupo de treinta y ocho mujeres artistas que solicitaban a la Royal Academy of Arts que abriera sus escuelas a las mujeres, lo que llevó a Laura Herford, a ser la primera mujer admitida en la Academia, en 1860.
En 1862, después de la muerte de su hermano mayor, Abraham, Solomon se aseguró de encontrar trabajo fuera de su estudio. Como resultado, amplió sus recursos al desarrollar obras en otros formatos, sus nuevos medios incluyeron ilustración y acuarelas. Su última exposición registrada fue en 1874.
En 1886, Solomon murió a los 54 años, a causa de las heridas sufridas al ser atropellada por un taxi en la carretera de Euston, en el centro de Londres.

## Temas recurrentes en su trabajo
El estilo artístico de Solomon fue típico de la pintura popular del siglo XIX y puede ser categorizado como pintura de género. Empleó las imágenes para criticar los prejuicios étnicos, de género y de clase en la Inglaterra victoriana. Cuando comenzó a pintar escenas de género, demostró un ojo observador para la discriminación de clase, étnica y de género. Un crítico comentó sobre el sentimiento sanador, moral y a veces humanitario en su arte, un elemento no común en la pintura victoriana. Sin embargo, el trasfondo judío de Solomon, probablemente fue la clave que desarrolló su conciencia crítica de la diferencia y el prejuicio. Entre los diez y quince años siguientes, sus obras exploraron la difícil situación de las mujeres y las minorías, y el predominio de la discriminación de clase en la sociedad inglesa. Es considerada una de las primeras mujeres de origen judío en hacer una destacada carrera como pintora en Gran Bretaña.
A fines de la década de 1850, Solomon vivió una transición exitosa hacia la pintura clasicista e histórica, el género pictórico más valorado dentro de las poderosas academias de arte de la época. Fiel a su visión, continuó incluyendo imágenes que reflejaban los fundamentos históricos de la injusticia social del siglo XIX. 
Su obra La gobernanta (1854) compara las vidas de dos mujeres dentro de un hogar victoriano. Una es una mujer de clase trabajadora aislada y la otra, casada y de un estatus superior. Este trabajo de Solomon enfatiza la soledad en la posición de una institutriz. 

## Galería

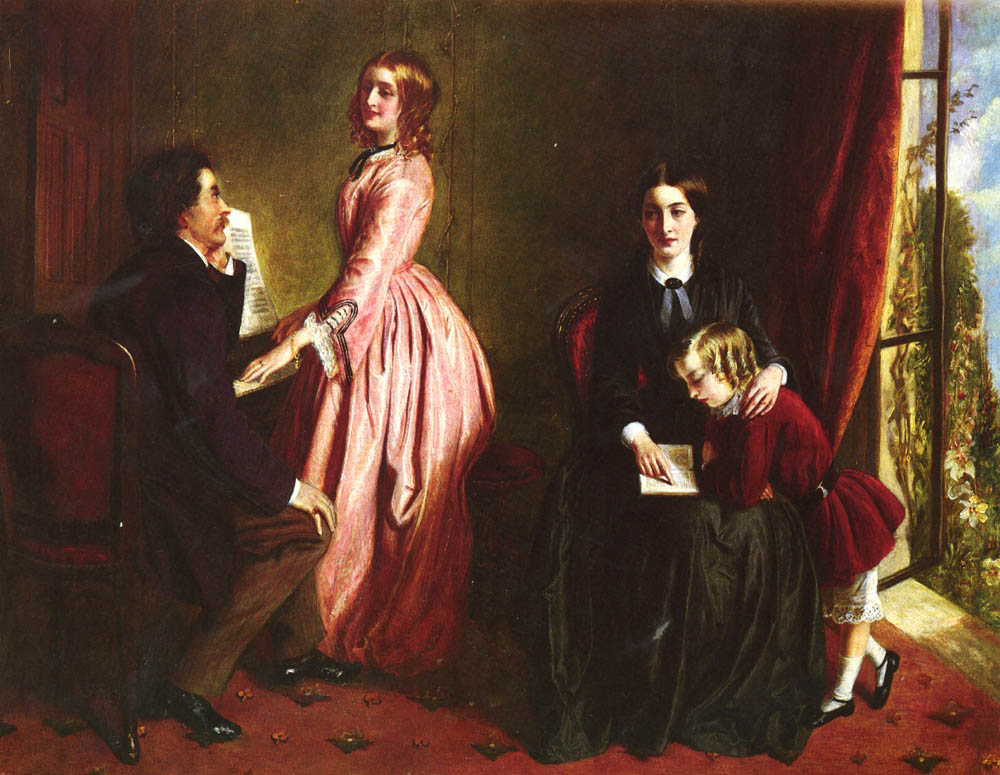
La gobernanta.
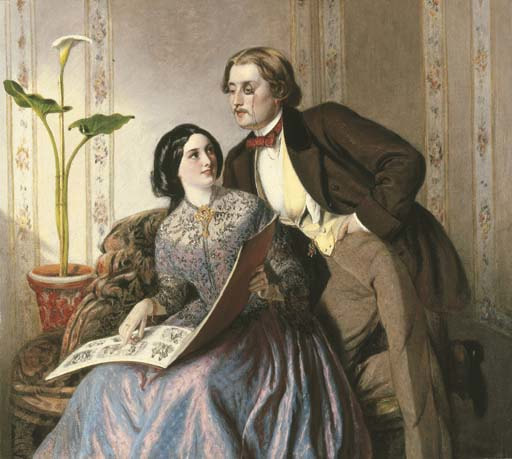
Una pareja de moda, 1856.
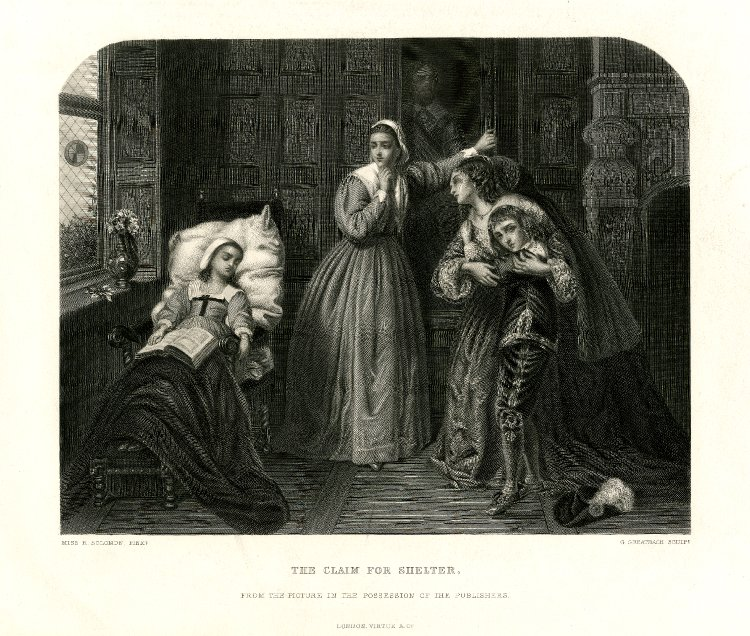
El reclamo de refugio.
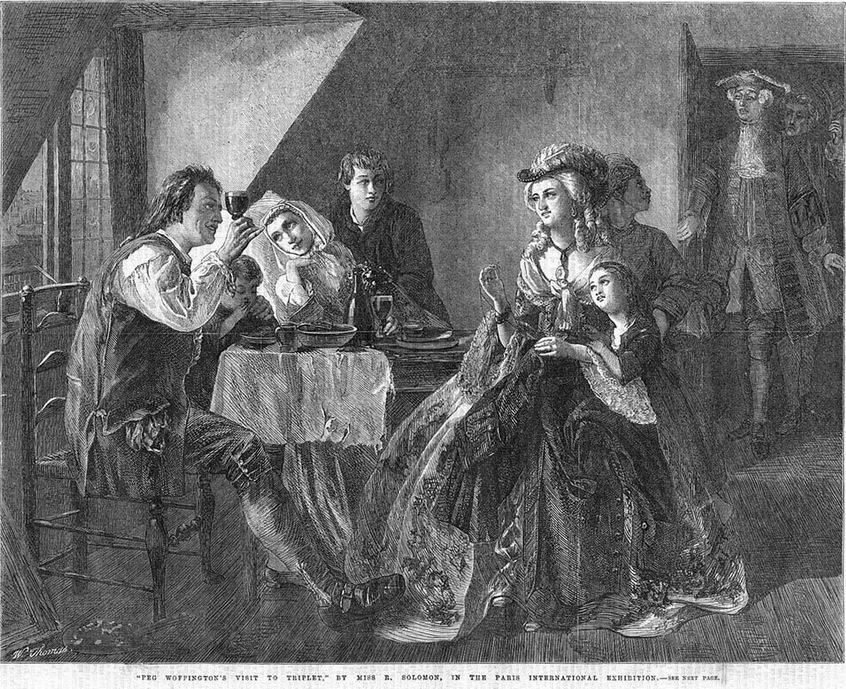
La visita de Peg Woffington a Triplet.
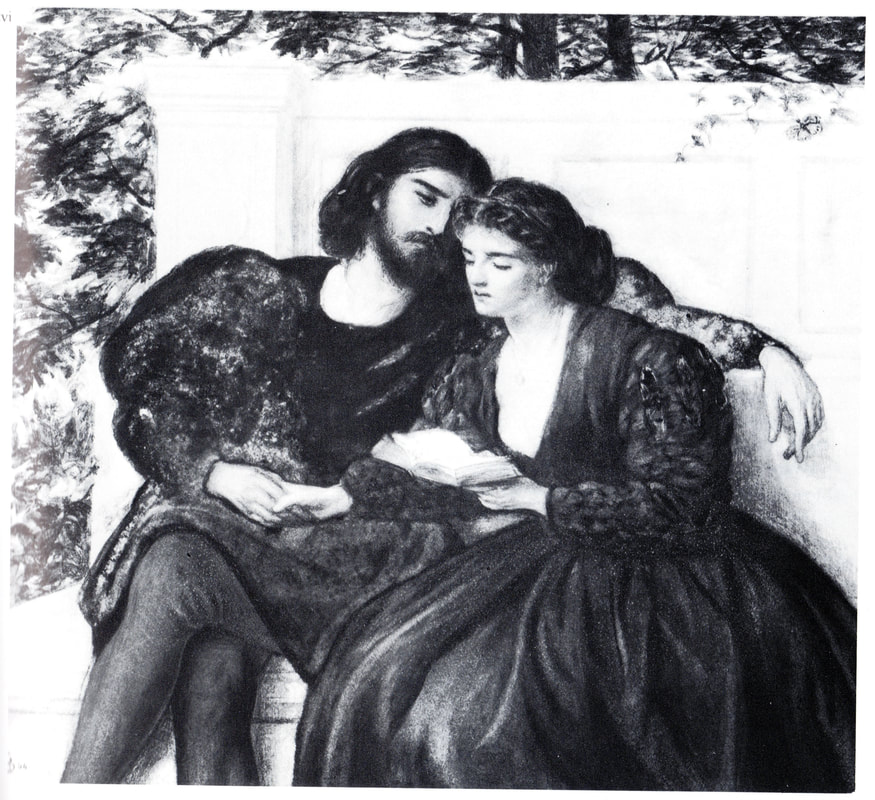
Primavera.
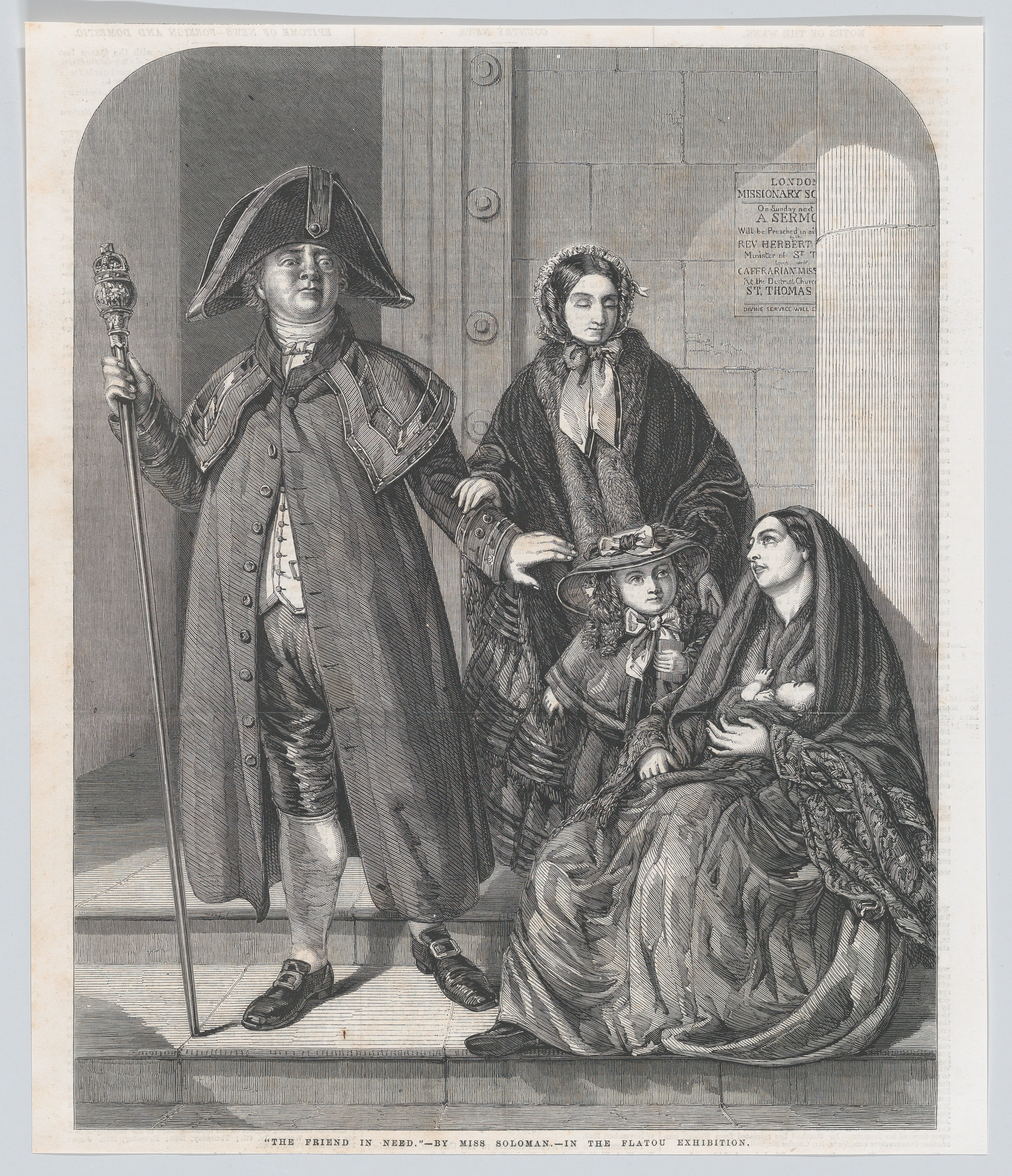
El amigo necesitado.
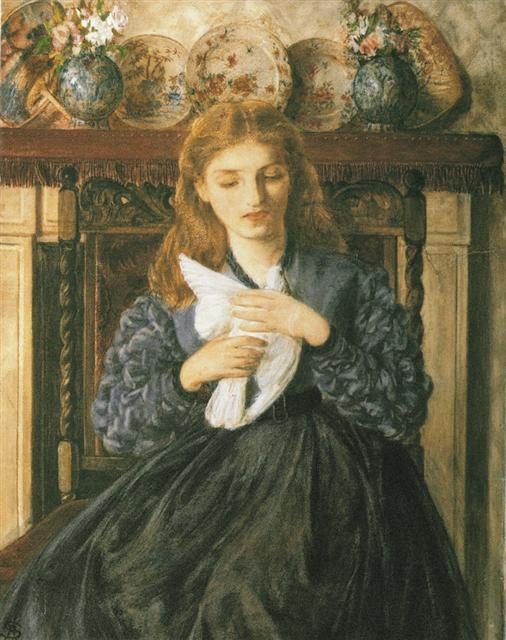
La paloma herida.

 Las obras de arte de Solomon se exhibieron en numerosos lugares en Inglaterra desde 1850 hasta 1885. Los lugares que presentaron su trabajo incluyeron la Royal Academy of Arts, la British Institution, la Royal Society of British Artists, la Royal Institution, la Gambart's French Gallery, la Dudley Gallery y la Liverpool Society of Fine Arts. Su pintura Peg Woffington's Visit to Triplet también apareció en la Exposición Universal de 1867 en París.  
En la Exposición de Verano anual de la Real Academia, Solomon exhibió casi cada año entre 1852 y 1869. Sus pinturas en la Real Academia fueron A. Solomon, Esq. (1852, no. 1055), The Governess (1854, no. 425), The Story of Balaclava (1855, no. 1360), A Friend in Need (1856, no. 511), "'Tis better to be lowly born, etc." (1857, no. 27), Behind the Curtain (1858, no. 1094), Love's Labor Lost (1859, no. 548), Peg Woffington's Visit to Triplet (1860, no. 269), The Arrest of a Deserter (1861, n. ° 581; ahora en el Museo de Israel, Jerusalén), Fugitive Royalists(1862, n. 432; también expuesto en la Galería Dudley, Londres en 1866-1867), Good night (1863, n. 668), Henry Esmond's Welcome at Walcote (1864, no. 502; también titulada Beatrix Welcoming Henry Esmond to Walcote ), The Lion and the Mouse (1865, nos. 459 y 479), Heloise (1867, no. 150), Giovannina -Roma (1867, no. 484), y Helena y Hermia (1869, no. 785). A Bit of Old London fue exhibido póstumamente, en 1903 (n. 827). 